# Диллон, Джон
Джон Диллон (ирл. Seán Diolún; англ. John Dillon; 4 сентября 1851 — 4 августа 1927) — британский ирландский политический деятель, националист.

## Биография
Родился в Нью-Йорке, куда бежал его отец, Джон Блейк Диллон, член «Молодой Ирландии», игравший важную роль в ирландском движении 1848 года. Образование получил при университетской католической школе в Тринити-колледже Дублина и в Католическом университете в Лёвене. После этого изучал медицину в королевском колледже хирургов в Дублине, намеревалясь заняться врачебной профессией, но вскоре отошёл от медицины, занявшись политической деятельностью, вступив в 1873 году в Лигу гомруля Исаака Батта.
В 1879—1880 годах помогал Парнеллу и Дэвитту вербовать в Америке членов поземельной лиги. В 1880 году был избран членом Палаты общин от Типперэри и вскоре проявил себя как один из наиболее радикальных депутатов, выступавших за автономию Ирландии. Принял деятельное участие в агитации, руководимой Парнеллом, и в мае 1881 года был арестован, но в августе отпущен на свободу по состоянию здоровья. В октябре того же года был снова арестован по поводу манифеста поземельной лиги «No rent» и вместе с Парнеллом заключён в тюрьму, в которой пробыл до мая 1882 года. 6 марта 1883 года, тяжело заболев, был вынужден оставить депутатское кресло и до 1885 года не принимал участия в политике, уехав к брату в США, штат Колорадо. Вернувшись на родину, в ноябре 1885 года был вновь избран в парламент от округа Ист-Майо, после чего без перерывов (формально) представлял его в парламенте до 1918 года.
Вновь став депутатом, выступил главным инициатором так называемого «плана кампании», предложенного ирландским арендаторам с целью борьбы против несправедливых требований лендлордов. В апреле 1887 года был в очередной раз арестован, вскоре выпущен, но в 1888 году после защиты им мюнстерских фермеров вновь арестован по обвинению в мятежных действиях и приговорён к шестимесячному заключению, что вызвало решительный протест со стороны деятелей либеральной партии, в том числе лорда Розберри, заявившего, что «британская демократия, когда почувствует свою силу, не потерпит таких действий правительства, как заключение Диллона». По причине широкого общественного возмущения власти освободили Диллона уже в сентябре того же года. Весной 1889 года он отправился в поездку в Австралию и Новую Зеландию и собрал много пожертвований в пользу ирландской национальной партии. В феврале 1890 года, возвратившись, он снова был арестован в Голоуэе вместе с О’Брайеном, но в июле им удалось освободиться под залог и затем бежать в Америку. Когда, после процесса Парнелла с О’Ши произошёл раскол в среде ирландской партии, Диллон и О’Брайен поспешно вернулись из Америки. Оба они принимали большое участие в переговорах с Парнеллом с целью предупредить распадение партии на парнелистов и антипарнелистов. Попытка оказалась безрезультатной, и они в феврале 1891 года вернулись в Англию. Добровольно отдавшись в руки властей, они отбыли тюремное заключение, к которому были приговорены заочно.
Выйдя на свободу в июле 1891 года, Диллон стал одним из главных деятелей антипарнелистской группы ирландской партии. На всеобщих выборах 1892 года был снова избран членом парламента. К началу XX века О’Брайен и Диллон стали врагами, поскольку Диллон продолжал считать, что мятежи крестьян-арендаторов являются лучшим способом достижения ирландского самоуправления, и отвергал парламентские методы бывшего соратника. После начала Первой мировой войны выступил в поддержку Великобритании, но, в отличие от О’Брайена, отказывался агитировать за отправку на фронт ирландских добровольцев. В 1918 году, когда власти после Весеннего наступления немцев объявили в Ирландии принудительный призыв, покинул Палату общин. В декабре 1918 года попробовал переизбраться в парламент, но потерпел поражение, после чего ушёл из политики и никак не участвовал в начавшейся вскоре войне, приведшей к разделению Ирландии и получению независимости большей частью её территории.